# Mérges
Mérges é um município da Hungria, situado no condado de Győr-Moson-Sopron. Tem 6,51 km² de área e sua população em 2015 foi estimada em 85 habitantes.